# Chalcone (bướm nhảy)
Chalcone là một chi bướm ngày thuộc họ Bướm nâu.

## Các loài
- Chalcone briquenydan
- Chalcone chalcone
- Chalcone corta
- Chalcone santarus
- Chalcone tania
- Chalcone turbis
- Chalcone zisa